# Edward Vermilye Huntington

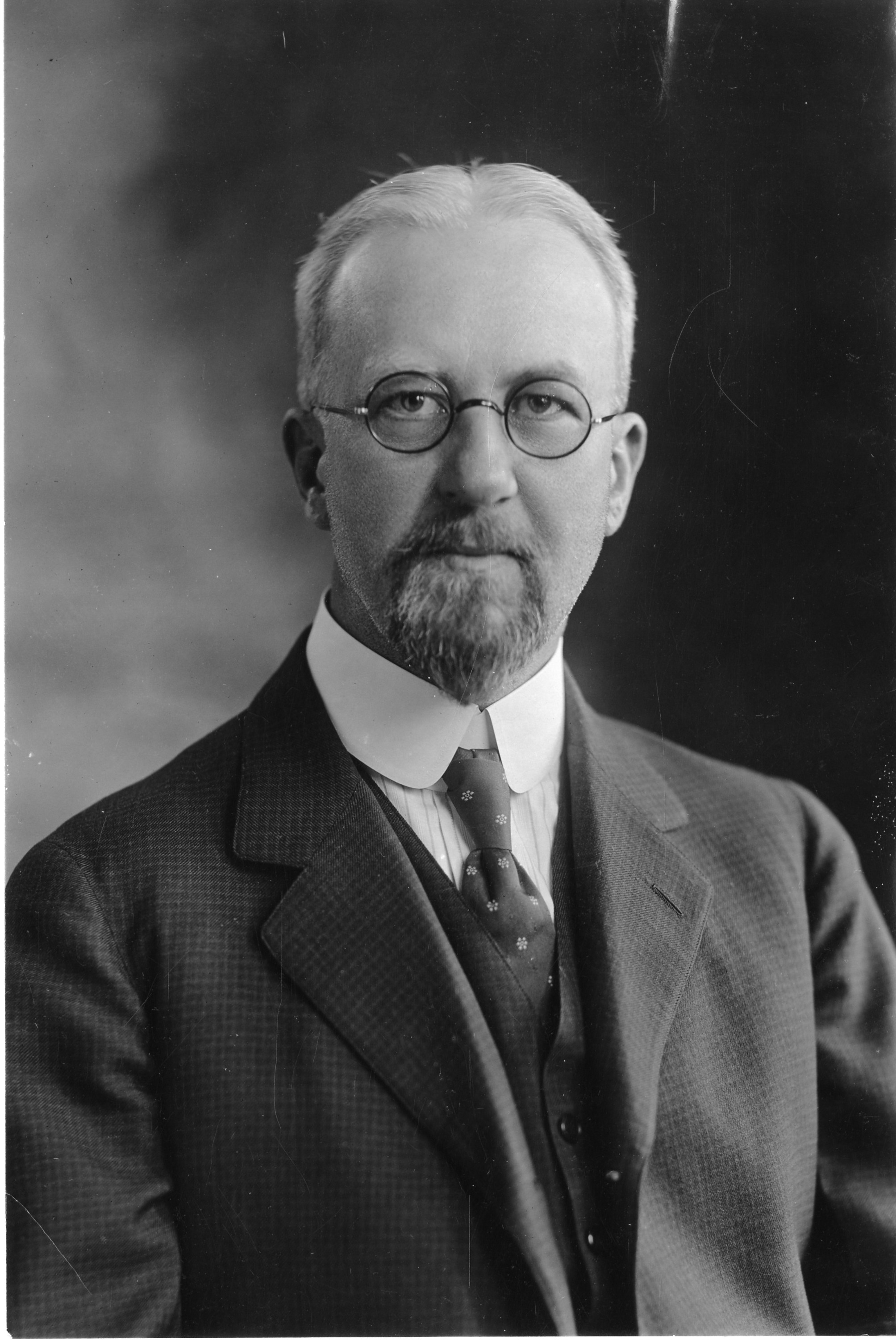

Edward Vermilye Huntington (Clinton, Nueva York, 26 de abril de 1874-Cambridge, Massachusetts, 25 de noviembre de 1952) fue un matemático estadounidense.
Edward Vermilye Huntington recibió los grados de Licenciatura y Maestría por la Universidad de Harvard en 1895 y 1897, respectivamente. Después de dos años de la enseñanza en Williams College, comenzó un doctorado en la Universidad de Estrasburgo, que obtuvo en 1901. A continuación, pasó toda su carrera en Harvard, jubilándose en 1941. Enseñó en la escuela de ingeniería, convirtiéndose en profesor de Mecánica en 1919. Aunque la investigación de Huntington fue principalmente en las matemáticas puras, prefirió la enseñanza de las matemáticas a estudiantes de ingeniería. Abogó por las calculadoras mecánicas y había una en su oficina. Tenía un interés en las estadísticas, inusual para la época, y trabajó en problemas estadísticos para el ejército de los EE. UU. durante la Primera Guerra Mundial I.
El primordial interés en la investigación para Huntington fue la matemática básica. Fue uno de los "postuladores teóricos estadounidenses" (el término es de Scanlan), los matemáticos estadounidenses activos a principios del Siglo XX (incluyendo E.H. Moore y Oswald Veblen), quienes propusieron conjuntos de axiomas para una variedad de sistemas matemáticos. Al hacerlo, ayudó a fundar lo que ahora son conocidos como metamatematicas y modelo teórico.
Huntington fue quizás el más prolífico de los postulado teóricos estadounidenses, elaboró conjuntos de axiomas (que él llamó "postulados") para grupos, grupos Abelianos, geometría, el campo de los números reales, y los números complejos. Su axiomatización de los números reales en 1902, se ha caracterizado como "uno de los primeros éxitos de la matemática abstracta" y ha llenado "el anterior vacío en los fundamentos de la geometría euclidiana". Huntington ha sobresalido en demostrar axiomas independientes unos de otros para la búsqueda de una secuencia de modelos, cada uno satisfaciendo todos menos uno de los axiomas en un conjunto dado. Su libro de 1917 El continuo y otros tipos de Orden por series fue en su momento "... ampliamente leído como introducción a la teoría de conjuntos Cantorianos". (Scanlan 1999) Sin embargo, Huntington y los otros postulado teóricos estadounidenses no desempeñaron ningún papel en el surgimiento de la teoría de conjuntos axiomático que entonces tenía lugar en la Europa continental.
En 1904, Huntington logra poner álgebra booleana en un buen fundamento axiomático. Él renovó la axiomática booleana en 1933, demostrando que el álgebra booleana requiere una sola operación binaria (identificado a continuación por infijo '+'), que commuta y asocia, en una sola operación unaria, complemento, identificado por un apóstrofo postfijo. El único axioma que el álgebra booleana requiere es:
(a' + b')' + (a' + b)' = a,
hoy se conoce como axioma de Huntington.
Un método propuesto por Huntington para el prorrateo del erario en la Cámara de Representantes de los Estados Unidos de América se aprobó en 1941 y todavía está en vigor.
En 1919, Huntington fue el primer Presidente de la Asociación Matemática de América, que él ayudó a fundar. Fue elegido para la Academia Americana de las Artes y las Ciencias en 1913, y para la Sociedad Filosófica Americana en 1933.